# Музей Манде
Музей Манде (фр. Le musée Mandet), или Музей Франциска Манде — художественный музей, открытый в 1866 году во французском городе Риом (департамент Пюи-де-Дом, регион Овернь). Своим названием музей обязан своему основателю — Франциску Манде, служившему советником апелляционного суда в Риоме. Экспозиция музея, насчитывающая около 6000 экспонатов, размещена в двух городских особняках XVIII века.

## История музея
Первоначально музей создавался для хранения портретов знаменитых деятелей Оверни. Однако год за годом музей принимал пожертвования коллекционеров и шедевры, находившиеся в муниципальной собственности, в результате чего значительно расширил свои коллекции живописи и скульптур, а также архитектурных элементов, происходящих из старого Риома и ближайших исторических объектов, к примеру, аббатства Мозак.
В 1979 году риомские коллекционеры супруги Ришар передали в дар музею около 5500 произведений искусства: картины, скульптуры, предметы декоративного искусства и ювелирные изделия.

## Здания музея
Значимость и состояние новых поступлений в коллекции музея привели к необходимости реконструкции музейных площадей.
В июле 1983 года работы по расширению помещений музея были завершены. Коллекции музея теперь размещались в двух особняках. Первый, Hôtel Dufraisse, является типичной городской резиденцией в стиле Людовика XV, повторяющей структуру парижских особняков с садом и внутренним двором. Строительство здания было начато в Риоме в 1707 году на углу улиц rue de l’Hôtel de ville и rue Chabrol по заказу Амабля дю Фрес, сеньора Ше (фр. Amable du Fraisse, seigneur du Chey), конюшего и Королевского прокурора, который купил несколько домов на этом участке и распорядился снести их. Это сооружение, завершённое к 1740 году, стало новаторским проектом для Оверни того времени.
Второй особняк, переданный городом музею, был реконструирован и связан с основным зданием крытой галереей. Этот особняк, построенный в XV веке, был собственностью сеньоров де Шазерон (фр. Seigneurs de Chazeron). Но следы того здания почти полностью утрачены и здание датируется XVII и XVIII веками. В начале XIX века оно стало собственностью семейства де Се (фр. De Saix), у которого было выкуплено муниципалитетом Риома в 1963 году и позже передано музею.
В 2010 году завершились реставрационные работы зданий музея. При этом были открыты учебные помещения, научная библиотека и открыт департамент декоративно-прикладного искусства периода 1950-х годов по настоящее время. В его фондах представлено более сотни изделий из драгоценных металлов, стекла и керамики, причем некоторые были созданы специально для музея.
Входные ворота и главный внутренний двор музея украшены произведениями современного искусства.

## Коллекции музея
Начиная с 1866 года в этом здании размещались коллекции скульптур и полотен, возникновение которых датировано периодом Античности и вплоть до XIX века. Также в этом здании находилась примечательная коллекция портретов выдающихся личностей Оверни.
В постоянной экспозиции музея представлены коллекции картин фламандских, голландских и французских мастеров XVII—XVIII веков, картины художников Востока XIX века, а также картины уроженца Риома Альфонса Корне, принимавшего участие в декорировании дворцов Лувра и Фонтенбло.
В музее также представлена обширная коллекция предметов древнеримского, греческого, египетского и этрусского искусства: статуэтки из бронзы и серебра, изделия из терракоты, гончарные изделия, драгоценности. В отделе Античности представлены несколько предметов Коллекции Кампана.
В коллекции представлены экспонаты периода Средневековья: резные капители, кропильницы, разнообразные предметы с драгоценными камнями, а также деревянные скульптуры, среди которых выделяются статуя святой Вероники XIV века и суровая маэста XII века, выполненная из дуба, резная мебель, выемчатая эмаль XIII века, работы лиможских мастеров.
Эпоха Ренессанса представлена в коллекции музея картинами, гобеленами, предметами мебели и другими экспонатами.
Эпоха классицизма (XVII—XVIII век) отражена в экспозиции музея инкрустированной мебелью, гобеленами произведёнными в Обюссоне в XVII веке, столовым серебром и фарфором.
Кроме этого в экспозиции музея представлена коллекция старинного оружия, в том числе «ригельные мушкетоны». Эти предметы до передачи в музей были выставлены в мэрии Риома.